# Miguel Melo
Miguel Salvador de Melo (Lisboa, 25 de Setembro de 1966) é um actor, bailarino e empresário português.

## Biografia
Filho de João […] de Melo e de sua mulher (1966, div. 1972) Helena Maria Pinto da França Salvador (29 de Maio de 1944), de ascendência Alemã e Italiana, tetraneta do 1.º Barão de Mondim, depois 1.º Barão de Fonte Nova, 1.º Visconde de Fonte Nova e 1.º Conde de Fonte Nova e sobrinha-tetraneta da 10.ª Senhora de Mira, e irmão gémeo mais novo de Pedro Salvador de Melo, foi enteado de Eduardo Barroso.
Participou em várias óperas, espectáculos de dança, peças de teatro, séries de televisão e filmes. Fez parte, durante dez anos, do elenco de Filipe La Féria.
Participou, juntamente com o seu irmão gémeo, no videoclipe "Dona" dos Ena pá 2000. Participou também em várias campanhas publicitárias.
Participou em reality-shows como Quinta das Celebridades, Circo das Celebridades, neste onde se envolveu, durante uma emissão em directo, numa violenta briga verbal com José Castelo Branco, e Fear Factor.
Teve uma relação com a actriz Rute Marques. De 2010 a 2017 teve uma relação com a actriz Dina Félix da Costa.

## Trabalhos
Entre as séries de televisão e filmes destacam-se:
- Valor da Vida (2018)
- Conexão (2009)
- Conta-me como Foi (2009)
- Morangos com Açúcar - Série 5 (Férias de Verão) (2008)
- Inquérito Privado (2006)
- Os Meus Espelhos (2005)
- Um Tiro no Escuro (2005)
- Até Amanhã, Camaradas (2005)
- O Estratagema do Amor (2004)
- Inspector Max (2004)
- Os Batanetes (2004)
- O Meu Sósia E Eu (2003)
- Paraíso Filmes (2002)
- Cuidado com as Aparências
- O Homem-Teatro (2001)
- A Bomba (2001)
- Capitães de Abril (2000)
- João Nicolau Breyner (2000)
- Rasganço (2000)
- A Mulher do Sr. Ministro (1994)
- Três Irmãos (1994)
- Maldita Cocaína (1994)[3]
- Grande Noite
- O Bobo (1987)
- Oxalá (1981)
- Grande Noite (espetáculo / revista)[4]